# 罗瓦森达
罗瓦森达（義大利語：Rovasenda），是意大利韦尔切利省的一个市镇。总面积29平方公里，人口1013人，人口密度34.9人/平方公里（2009年）。ISTAT代码为002122。

## 友好城市
- 法國 蓬沙拉